# Fun Mom Dinner
Fun Mom Dinner és una pel·lícula de comèdia nord-americana del 2017 dirigida per Alethea Jones, a partir d'un guió de Julie Rudd. És protagonitzada per Katie Aselton, Toni Collette, Bridget Everett, Molly Shannon, Adam Scott i Adam Levine.
La pel·lícula es va estrenar al Sundance Film Festival el 27 de gener de 2017. Va ser estrenada el 4 d'agost de 2017 per Momentum Pictures.

## Trama
Quan quatre mares es reuneixen per a un "sopar de mare divertit", la nit pren un gir inesperat.

## Repartiment
- Toni Collette com a Kate
- Molly Shannon com a Jamie
- Bridget Everett com a Melanie
- Katie Aselton com a Emily
- Adam Scott com a Tom
- Rob Huebel com a Andrew
- Adam Levine com a Luke
- Paul Rust com a Barry
- Sam Lerner com a Alex
- Kathryn Prescott com a Zoe
- Jaz Sinclair com a Olivia
- Hart Denton com a James
- Paul Rudd com a Brady
- David Wain com a Wayne
- John Early com a Alfred
- Jessie Ennis com a Francesca
- Jessica Chaffin com a Jen
- Emmersyn Fiorentino com a Grace
- Owen Vaccaro com a Lucas
- Caleb i Matthew Paddock com a Henry

## Producció
El 22 de juny de 2016, es va informar que Alethea Jones dirigiria Fun Mom Dinner a partir d'un guió de Julie Yaeger Rudd, amb un repartiment que inclou Toni Collette, Molly Shannon, Bridget Everett, i Adam Scott. El rodatge va començar aquell dia a Los Angeles. Julian Wass cva compondre la banda sonora de la pel·lícula.

## Estrena
La pel·lícula es va estrenar al Festival de Cinema de Sundance el 27 de gener de 2017. Abans de Sundance, Momentum Picture s i Netflix van adquirir els EUA drets de distribució de la pel·lícula.Va ser llançat en una versión limitada i mitjançant vídeo a la carta el 4 d'agost de 2017. Va ser llançada a través de Netflix el 31 de desembre, 2017.

## Recepció

### Resposta crítica
Fun Mom Dinner va rebre crítiques generalment negatives de la crítica. A l'agregador de ressenyes Rotten Tomatoes, la pel·lícula té un índex d'aprovació del 33%, basat en 27 ressenyes, amb una puntuació mitjana de 4,45/10. Metacritic dona a la pel·lícula una puntuació mitjana ponderada de 46 sobre 100, basada en 12 crítics, indicant " ressenyes mixtes o mitjanes".
En revisar la pel·lícula per a The New York Times, Nicole Herrington la va anomenar un "guió prim", però va elogiar la química entre els protagonistes i l'actuació d'Everett. que va ressenyar el lloc web de Roger Ebert, va donar a la pel·lícula una estrella i mitja sobre la base que la pel·lícula "comet l'error reiterat de colpejar-nos al cap amb els seus gags corrents i escriure-ho innecessàriament tot, fent que la pel·lícula se senti més llarga que els seus 81 minuts", i resumint que "Aquestes són realment. mares, i sí que sopen, però la part "divertida" és escassa." The A.V. Club va donar a la pel·lícula una "C" qualificant la pel·lícula de poc inspirada i "innegablement decebedora quan una pel·lícula anomenada Fun Mom Dinner no és, bé, diguem, gaire divertida."

### Premis
| Any  | Premi                             | Categoria                                                                                     | Nominat       | Resultat  |
| ---- | --------------------------------- | --------------------------------------------------------------------------------------------- | ------------- | --------- |
| 2018 | Guild of Music Supervisors Awards | BMillor supervisió musical per a pel·lícules amb un pressupost inferior a 5 milions de dòlars | Howard Paar   | Nominat   |
| 2018 | Premis Yoga                       | Premi You Too                                                                                 | Alethea Jones | Guanyador |